# Joan Velilla i Alcaraz
Joan Velilla i Alcaraz, també conegut com a Juan Velilla, (Reus, 30 de març de 1927 - ?, maig de 1995) va ser un actor de teatre, cinema, televisió i doblatge català.

## Filmografia

### Teatre
- 1954, 5 març. El personatge de Carles de l'obra Una història qualsevol de Josep A. Tàpias i Santiago Vendrell. Estrenada al Teatre Romea de Barcelona.
- 1955, juliol. La núvia ha perdut el ram, original de Salvador Bonavia. Estrenada al teatre Romea, de Barcelona.
- 1955, desembre. Camarada Cupido, original de Xavier Regàs i dirigida per Joan Cumellas.
- 1957, 12 maig. Assaig general, original de Josep Escobar i dirigida per Esteve Polls.
- 1958, setembre. Quizá...mañana, original de Josep Castillo Escalona i Xavier Fàbregas. Estrenada al teatre Alexis de Barcelona.
- 1963, abril. Las mujeres nos asustan, original de Jean de Létraz, i adaptació de Félix Ros. Estrenada al teatre Windsor de Barcelona.
- 1965, 15 juny. Un senyor damunt d'un ruc, original de Mas i Ciurana. Estrenada al teatre Barcelona de Barcelona.
- 1966, abril. Ella, él y Salomón, original de José Santolaya. Estrenada al teatre Windsor de Barcelona.
- 1967, juliol. El meu sogre és un barrut. Estrenada al teatre Barcelona, de Barcelona.
- 1969, juliol. Ronyons de recanvi de Joaquim Muntanyola. Estrenada al teatre Talia de Barcelona.
- 1972, 18 maig. Una casa d'...embolics, original d'Álvaro Fortes i Federico Soldevilla. Estrenada al teatre Barcelona, de Barcelona.
- 1974, setembre. Quina nit! (reposició), original de Salvador Bonavia (llibret) i Jaume Mestres (música). Estrenada al teatre Romea de Barcelona.

### Cinema
- 1949. La niña de Luzmela Director: Ricardo Gascón, a partir de la novel·la homònima de Concha Espina.
- 1950. La honradez de la cerradura. Director: Luis Escobar, a partir de l'obra teatral homònima de Jacinto Benavente
- 1956. Veraneo en España. Director: Miquel Iglesias
- 1956. Un heredero en apuros Director: Miquel Iglesias
- 1956. Pasión bajo el sol. Director: Antonio Isasi-Isasmendi.
- 1957. Su desconsolada esposa. Director: Miquel Iglesias
- 1959. Charlestón
- 1959. Un mundo para mí
- 1960. Tu marido nos engaña. Director: Miquel Iglesias
- 1960. Amor bajo cero. Director Ricardo Blasco
- 1960. Crimen para recién casados. Director: Pedro Luis Ramírez
- 1961. Julia y el celacanto
- 1962. Tierra de todos
- 1963. A tiro limpio
- 1966. Dio, come ti amo!. Director: Miquel Iglesias.
- 1968. La 'mini' tía. Director: Ignacio F. Iquino.
- 1968. La banda del Pecas
- 1968. De Picos Pardos a la ciudad. Director: Ignacio F. Iquino.
- 1971. Abre tu fosa, amigo, llega Sábata...
- 1975. Exorcismo
- 1975. La maldición de la bestia
- 1976. Les llargues vacances del 36. Director: Jaime Camino
- 1990. La teranyina. Director: Antoni Verdaguer
- 1994. Sombras paralelas. Director: Gerardo Gormezano

### Televisió
- 1977. El delantero centro murió al amanecer d'Agustín Cuzzani. Adaptació i realització d'Esteve Duran. Dins l'espai Teatro Club de TV2.
- Doctor Caparrós, medicina general